# Neoseiulus longilaterus
Neoseiulus longilaterus är en spindeldjursart som först beskrevs av Athias-Henriot 1957.  Neoseiulus longilaterus ingår i släktet Neoseiulus och familjen Phytoseiidae. Inga underarter finns listade i Catalogue of Life.